# دونوفان بليك
دونوفان بليك (4 ديسمبر 1961 في جامايكا - ) (بالإنجليزية: Donovan Blake)‏ هو لاعب كريكت أمريكي.

## وصلات خارجية
- دونوفان بليك على موقع إي آس بي آن كريك إنفو (الإنجليزية)